# Aparasphenodon brunoi
Espèce
Synonymes
- Corythomantis apicalis Miranda-Ribeiro, 1920
- Corythomantis adspersa Lutz, 1925

Statut de conservation UICN

 LC  : Préoccupation mineure
Aparasphenodon brunoi est une espèce d'amphibiens de la famille des Hylidae.

## Répartition
Cette espèce est endémique du Brésil. Elle se rencontre jusqu'à 500 m d'altitude dans les plaines côtières de l'Espírito Santo au à l'État de São Paulo.

## Étymologie
Cette espèce est nommée en l'honneur de Bruno Lobo.

## Publication originale
- Miranda-Ribeiro, 1920 : Triprion, Diaglena, Corythomantis, etc. uma subsecção de Hylidae, com duas especies novas. Revista do Museu Paulista, vol. 12, p. 83-89 (texte intégral).